# Produit agroalimentaire traditionnel italien
Produit agroalimentaire traditionnel italien (Prodotti agroalimentari tradizionali italiani) est une mention et un label italien. Il est destiné à un produit alimentaire agricole simple ou élaboré dont l'appellation d'origine italienne bénéficie d'une reconnaissance particulière au sein de l'Italie.
Les appellations de ces produits sont définis dans une liste publiée par le ministère des Politiques agricoles, alimentaires et forestières (dénomination du ministère italien de l'Agriculture), liste élaborée en collaboration avec les régions.
En 2019, il y a 5 128 produits PAT en Italie. La Campanie est, parmi les régions d'Italie, celle qui détient le plus grand nombre de « produits agroalimentaires traditionnels » protégés, avec 531 spécialités enregistrées.

## La politique agricole de la qualité en Italie
L'agriculture italienne s'est trouvée confrontée au cadre de la politique agricole européenne en partant de conditions nettement défavorisées.
L'agriculture des pays industrialisés, majoritairement très mécanisée, requiert de grandes étendues de plaines qui font défaut en Italie, tant du fait de la configuration orographique naturelle, qu'à cause de l'anthropisation poussée du territoire. L'agriculture italienne souffre en outre de nombreux problèmes endémiques.
Face à cette situation, le ministère des Politiques agricoles, alimentaires et forestières a décidé de s'appuyer nettement sur des « secteurs de niche », en valorisant les produits traditionnels simples ou élaborés à partir de produits agricoles de culture et d'élevage, selon des procédés anciens.
Les conditions pour bénéficier du label Prodotti Agroalimentari Tradizionali (PAT) sont d'être « obtenus par des méthodes d'élaboration, de conservation et d'affinement consolidés au fil du temps, homogènes dans l'ensemble du territoire intéressé, suivant des règles traditionnelles, pendant une période non inférieure à vingt-cinq ans ».
Mais le même ministère reconnaît que de tels produits « de niche », dont le volume de production est limité et l'aire territoriale très restreinte, ne pouvant justifier d'une AOP ou d'une IGP, suscitent beaucoup de réserves au niveau de l'Union européenne. Celle-ci est « opposée par principe à ces appellations et interdit l'enregistrement de marques collectives contenant un nom géographique ». Elle craint en effet une confusion avec les appellations bénéficiant d'une AOP ou IGP.
Le ministère a donc renoncé à jouer un rôle actif, déléguant la gestion de ces appellations aux régions, et conservant seulement un rôle de contrôle ainsi que la tenue officielle du livre.
La subdivision en catégories est commune au niveau national : produits laitiers, produits à base de viande, fruits, légumes et céréales, produits de boulangerie et confiserie, boissons alcooliques, spiritueux.
La liste ne comprend pas les appellations préservées par les labels AOP (ou DOP) ou IGP, tandis qu'il existe une catégorie intermédiaire d'appellations pour lesquelles une procédure d'attribution des labels européens est en cours.

## Secteurs
Les produits agroalimentaires traditionnels sont classés dans les catégories suivantes :
- Boissons non alcooliques, spiritueux et liqueurs,
- Viandes (et abats) et leurs préparations,
- Condiments,
- Fromages,
- Matières grasses (beurre, margarine, huiles)
- Pâtes fraîches et produits de boulangerie, pâtisserie, biscuiterie et confiserie,
- Plats composés,
- Préparations de poissons, mollusques et crustacés et techniques particulières d'élevage de ces espèces,
- Produits de la gastronomie,
- Produits d'origine animale (miel, produits laitiers à l'exclusion du beurre),
- Produits végétaux à l'état naturel ou transformés.